# Dicranomyia suffusca
Dicranomyia suffusca är en tvåvingeart som först beskrevs av Garrett 1922.  Dicranomyia suffusca ingår i släktet Dicranomyia och familjen småharkrankar. Inga underarter finns listade i Catalogue of Life.